# Maximilien d'Egmont
Maximilien d'Egmont, né en 1509 et mort à Bruxelles le 24 décembre 1548, comte de Buren et de Leerdam, seigneur d'IJsselstein et Sint Maartensdijk,  est un noble néerlandais du règne de Charles Quint, général de l'armée impériale, stathouder de Frise de 1540 à 1548.

## Biographie
Il est le fils de Florent d'Egmont, stathouder de Frise de 1515 à 1518, et de Marguerite de Glymes-Bergen.
Il est élevé au rang de chevalier de la Toison d’Or en 1531. 
Il est nommé stathouder (« lieutenant », gouverneur) de Frise en 1540.
En 1546, durant la guerre de Smalkalde, son irruption inattendue, à la tête d'une armée de secours néerlandaise, en 1546 donne la victoire aux Impériaux : Egmont (souvent appelé « le comte de Buren ») a désormais la réputation d'un des meilleurs généraux de son temps. 
Mais il est emporté par la maladie à la fleur de l'âge. Apprenant sa mort prochaine de la bouche de son médecin personnel, Vésale, il se fait équiper de son armure et transporter dans un fauteuil pour y mourir.

## Mariage et descendance
En 1531, il épouse Françoise, dame de Lannoy, Rollancourt, Boulers, Santes et Tronchiennes, pairesse de Flandre (1513-1562), fille de Hugues IV de Lannoy et de Marie de Bouchout.
Leur fille, Anne d'Egmont (1533-1558), est la première épouse du prince Guillaume d'Orange.